# Бориславське родовище озокериту
Бориславське родовище озокериту — велике родовище озокериту (земляного, гірського воску), розташоване в межах міста Борислав Львівської області.

## Опис
Одне з найбільших у світі за запасами високоякісного озокериту. Розробляється з 1860 року. 1865 року в районі Борислава було вже 2700 неглибоких шахт (колодязів). 1874 (період найбільшого розквіту озокеритової промисловості) кількість діючих шахт становила 4000, а видобуток озокериту досяг 19 650 т. Пізніше, в зв'язку з вичерпанням доступної для кустарної розробки (неглибоко залягаючої) руди загальний видобуток озокериту різко скоротився. В 1890 році було видобуто 6170 т, в 1900 році — 1727 т, в 1917 році — 328 т і в 1936 році — 344 т. За радянського часу видобуток озокериту зріс і становив 800–1000 т на рік.

### Озокерит як речовина
Озокерит утворився в основному з суміші твердих вуглеводнів (церезинів) з невеликою домішкою нафтових масел і смол, що випали з материнського розчину нафти внаслідок зниження температури та втрати розчиненого в ній газу під час підіймання нафти по тріщинах та пористих породах до земної поверхні. В Бориславському родовищі поклади озокериту приурочені до фронтальної частини лежачої та насунутої на північний схід Бориславської складки, в геологічній будові якої беруть участь крейдові, палеогенові та неогенові породи. Поклади озокериту являють собою сітку жил, що взаємно перетинаються. В глинистих сланцях міоценового віку міститься головна поздовжня жила, яка має північно-західне простягання та північно-східне падіння. Середня потужність її близько 3 м. Цю жилу перетинає серія розгалужених поперечних жил північно-західного падіння. Крім вказаних, виділяються ще так звані плазові жили, що є скупченнями озокериту на поверхнях нашарування породи. Жильне тіло являє собою скупчення воскоподібного або мазеподібного озокериту із вдавленими в нього шматочками порід. Другий тип руди, так званий леп, має вигляд дуже подрібненої глинистої породи, просоченої озокеритом. Порожнини в породі часто містять рідку нафту, воду разом з газом, що виділяється. Це дуже ускладнює проведення підземних розробок. З глибиною якість озокериту знижується. 
Особливістю родовища є інтенсивна подрібненість порід, що зумовлює сильний боковий тиск у підземних виробітках і вимагає застосування міцного кріплення.
Видобуту руду піднімають, на поверхню, де шляхом виварювання озокерит відділяють від мінеральної породи. Одержаний озокерит-сирець очищають і переробляють далі на спеціальному заводі.

## У літературі
Важкі умови, в яких працювали робітники на бориславському родовищі, відбиті у творах І. Франка «Борислав сміється» та «Бориславські оповідання».